# Nematostella
Nematostella is een geslacht van zeeanemonen uit de klasse van de Anthozoa (bloemdieren). Soorten binnen het geslacht Nematostella vormen nematosomen, dit zijn vrij rondzwemmende structuren uitgerust met gifhoudende prikorganellen. De nematosomen bewegen zich voort met cilia (trilharen). Zo is de zeeanemoon in staat prooidieren zoals schaaldieren uit te schakelen.

## Soorten
- Nematostella nathorstii (Carlgren, 1921)
- Nematostella polaris (Carlgren, 1921)
- Nematostella vectensis Stephenson, 1935